# Anthrenocerus occidentalis
Anthrenocerus occidentalis là một loài bọ cánh cứng trong họ Dermestidae. Loài này được Roach miêu tả khoa học năm 2000.